# Melanagromyza acaciae
Melanagromyza acaciae este o specie de muște din genul Melanagromyza, familia Agromyzidae, descrisă de Spencer în anul 1963.
Este endemică în Tanzania. Conform Catalogue of Life specia Melanagromyza acaciae nu are subspecii cunoscute.